# Ingeldorf
Ingeldorf (luxembourgeois : Angelduerf) est une section de la commune luxembourgeoise d'Erpeldange-sur-Sûre située dans le canton de Diekirch.

## Histoire
Avant le 1er juillet 1850, Ingeldorf faisait partie de la commune d’Ettelbruck.